# Liste des conseillers départementaux des Hauts-de-Seine (2015-2021)
Pour un article plus général, voir Conseil départemental des Hauts-de-Seine.

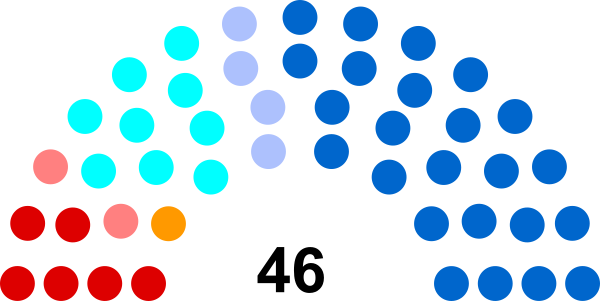
PCF: 5 sièges
FASE: 1 siège
PS: 2 sièges
MoDem: 1 siège
UDI: 9 sièges
DVD: 4 sièges
LR: 24 sièges

Le conseil départemental des Hauts-de-Seine pour la mandature 2015-2021 est composé de 46 conseillers départementaux. Ils ont été élus lors des Élections départementales de 2015 dans les Hauts-de-Seine et leurs fonctions ont pris fin lors de la proclamation des résultats des élections départementales de 2021 dans les Hauts-de-Seine.

## Composition par parti
| Parti | Parti | Élus |
| ----- | ----- | ---- |
|       | LR    | 24   |
|       | UDI   | 9    |
|       | PCF   | 5    |
|       | DVD   | 4    |
|       | PS    | 2    |
|       | FASE  | 1    |
|       | MoDem | 1    |

## Conseillers départementaux

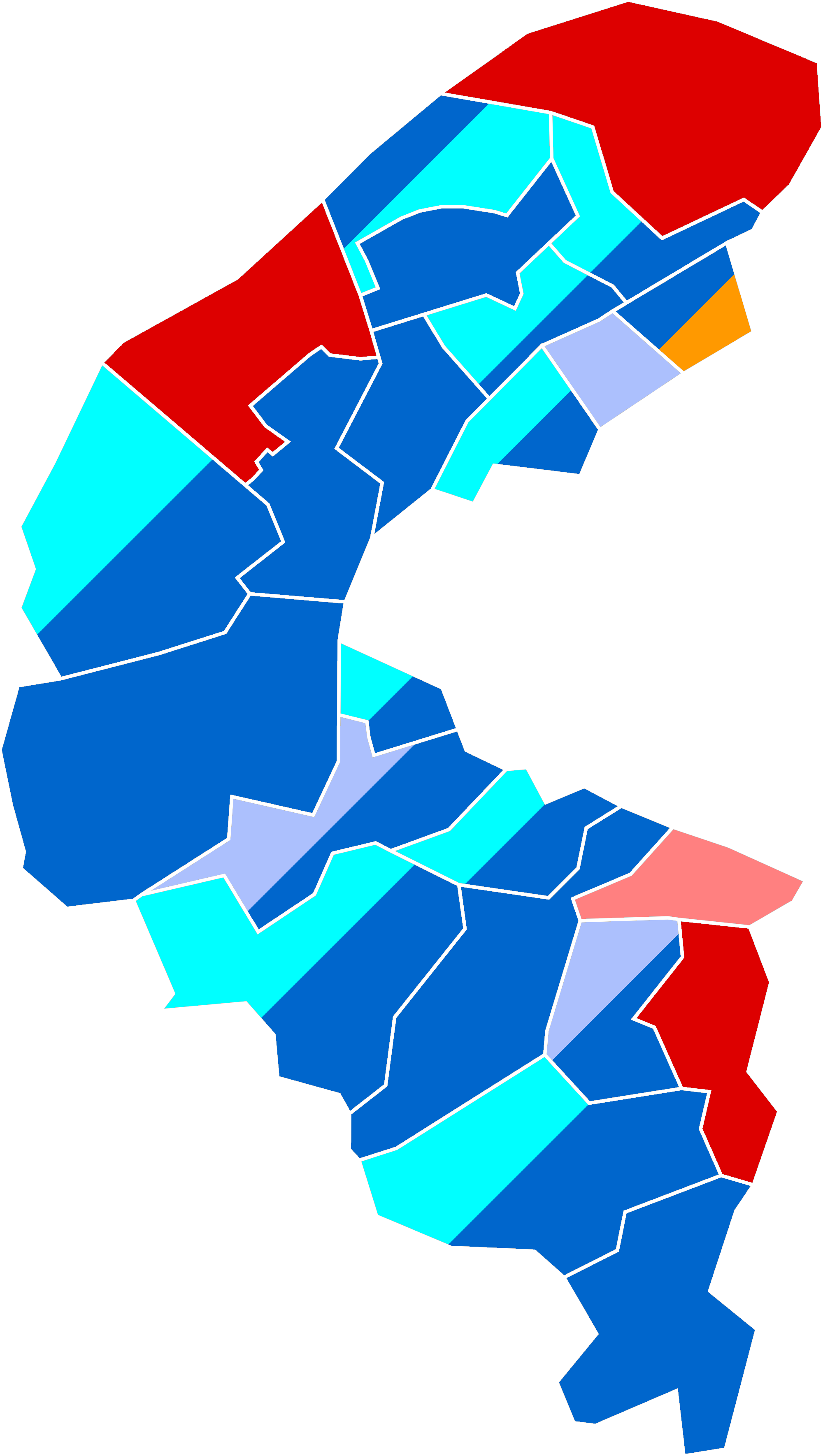
Couleurs de l'étiquette politique des binômes gagnants par canton au second tour.

| Canton                 | Conseillers              | Conseillers | Conseillers | Autre mandat                                               |
| ---------------------- | ------------------------ | ----------- | ----------- | ---------------------------------------------------------- |
| Antony                 | Véronique Bergerol       |             | LR          | Adjointe au maire d'Antony                                 |
| Antony                 | Jacques Legrand          |             | LR          | Adjoint au maire d'Antony                                  |
| Asnières-sur-Seine     | Josiane Fischer          |             | UDI         | Adjointe au maire d'Asnières-sur-Seine                     |
| Asnières-sur-Seine     | André Mancipoz           |             | LR          | Adjoint au maire d'Asnières-sur-Seine                      |
| Bagneux                | Marie-Hélène Amiable     |             | PCF         | Maire de Bagneux                                           |
| Bagneux                | Pierre Ouzoulias         |             | PCF         | Sénateur des Hauts-de-Seine                                |
| Boulogne-Billancourt-1 | Armelle Gendarme         |             | UDI         | Conseillère municipale de Boulogne-Billancourt             |
| Boulogne-Billancourt-1 | Pierre-Christophe Baguet |             | LR          | Maire de Boulogne-Billancourt, Président de GPSO           |
| Boulogne-Billancourt-2 | Maurie-Laure Godin       |             | LR          | Adjointe au maire de Boulogne-Billancourt                  |
| Boulogne-Billancourt-2 | Grégoire de la Roncière  |             | ex LREM     | Maire de Sèvres                                            |
| Châtenay-Malabry       | Nathalie Léandri         |             | UDI         | Adjointe au maire du Plessis-Robinson                      |
| Châtenay-Malabry       | Georges Siffredi         |             | LR          | Conseiller municipal de Châtenay-Malabry                   |
| Châtillon              | Anne-Christine Bataille  |             | LR          | Adjointe au maire de Châtillon                             |
| Châtillon              | Laurent Vastel           |             | UDI         | Maire de Fontenay-aux-Roses                                |
| Clamart                | Isabelle Debré           |             | LR          | Vice-Présidente du Sénat                                   |
| Clamart                | Jean-Didier Berger       |             | LR          | Maire de Clamart, Président de Vallée Sud Grand Paris      |
| Clichy                 | Alice Le Moal            |             | MoDem       | Adjointe au maire de Clichy                                |
| Clichy                 | Rémi Muzeau              |             | LR          | Maire de Clichy                                            |
| Colombes-1             | Nicole Goueta            |             | LR          | Maire de Colombes                                          |
| Colombes-1             | Sébastien Perrotel       |             | UDI         | Adjoint au maire de Colombes                               |
| Colombes-2             | Isabelle Caullery        |             | LR          | Adjointe au maire de la Garenne-Colombes                   |
| Colombes-2             | Yves Révillon            |             | LR          | Maire de Bois-Colombes                                     |
| Courbevoie-1           | Marie-Pierre Limoge      |             | UDI         | Adjointe au maire de Courbevoie                            |
| Courbevoie-1           | Daniel Courtès           |             | LR          | Adjoint au maire de Courbevoie                             |
| Courbevoie-2           | Aurélie Taquillain       |             | LR          | Adjointe au maire de Courbevoie                            |
| Courbevoie-2           | Vincent Franchi          |             | LR          | Adjoint au maire de Puteaux                                |
| Gennevilliers          | Elsa Faucillon           |             | PCF         | Conseillère municipale de Gennevilliers                    |
| Gennevilliers          | Gabriel Massou           |             | PCF         | Conseiller municipal d'opposition de Villeneuve-la-Garenne |
| Issy-les-Moulineaux    | Nathalie Pitrou          |             | UDI         | Adjointe au maire d'Issy-les-Moulineaux                    |
| Issy-les-Moulineaux    | Paul Subrini             |             | LR          | Premier adjoint au maire d'Issy les Moulineaux             |
| Levallois-Perret       | Frédérique Collet        |             | DVD         | Conseillère municipale d'opposition de Levallois-Perret    |
| Levallois-Perret       | Arnaud de Courson        |             | DVD         | Conseiller municipal d'opposition de Levallois-Perret      |
| Meudon                 | Armelle Tilly            |             | LR          | Adjointe au maire de Chaville                              |
| Meudon                 | Denis Larghero           |             | UDI         | Maire-adjoint de Meudon                                    |
| Montrouge              | Catherine Picard         |             | PS          | Adjointe au maire de Malakoff                              |
| Montrouge              | Joaquim Timoteo          |             | PS          | Conseiller municipal d'opposition de Montrouge             |
| Nanterre-1             | Laureen Genthon          |             | PCF         |                                                            |
| Nanterre-1             | Patrick Jarry            |             | app FASE    | Maire de Nanterre                                          |
| Nanterre-2             | Camille Bedin            |             | LR          | Conseillère municipale d'opposition de Nanterre            |
| Nanterre-2             | Christian Dupuy          |             | LR          | Maire de Suresnes                                          |
| Neuilly-sur-Seine      | Alexandra Fourcade       |             | LR          | Adjointe au maire de Neuilly-sur-Seine                     |
| Neuilly-sur-Seine      | Pierre-Adrien Babeau     |             | UDI         | Adjoint au maire de Neuilly-sur-Seine                      |
| Rueil-Malmaison        | Rita Demblon             |             | UDI         | Adjointe au maire de Rueil-Malmaison                       |
| Rueil-Malmaison        | Yves Menel               |             | LR          | Premier adjoint au maire de Garches                        |
| Saint-Cloud            | Jeanne Bécart            |             | LR          | Adjointe au maire de Garches                               |
| Saint-Cloud            | Éric Berdoati            |             | LR          | Maire de Saint-Cloud                                       |